# Іщенко Світлана Вікторівна
Світлана Вікторівна Іщенко (англ. Svetlana Ischenko; 30 липня 1969, Миколаїв) — українська поетеса, перекладачка, акторка, педагогиня, художниця. Членкиня Асоціації Українських Письменників (1997) і Національної Спілки Письменників України (1998).

## Біографія
Народилась 30 липня 1969 року в Миколаєві, Україна.
Навчалася в середній школі № 38. З дитинства захоплювалася музикою, у 1986 закінчила музичну школу ім. Римського-Корсакова з класу фортепіано.
В 1988 закінчила Миколаївське державне вище училище культури за фахом «Майстерність актора і режисера» і при ньому — факультет образотворчого мистецтва. В 1998 закінчила Миколаївську філію Київського державного університету культури і мистецтв за фахом «Соціальний педагог».
У 1988—2001 — акторка Миколаївського українського театру драми та музичної комедії, де зіграла на сцені значні ролі з української і європейської класики, включаючи Марусю («Маруся Чурай» Л. Костенко), Катерину («Катерина» Т. Шевченко), Мотрю («Кайдашева сім'я» І. Нечуй-Левицький), Ярину («Там, де люди — там і гріх» І. Тобілевич), Рину («Мина Мазайло» М. Куліш), Принца («Сволота» Я. Гловацький), Жюлі («Сімейний уікенд» Ж. Пуаро), Графиню Розіну («Весілля Фігаро» П. Бомарше). Світлана Іщенко створила багато поетичних текстів і пісень до тематичних програм, вистав і музичних шоу Миколаївського українського театру драми та музичної комедії.
Вчителем в царині поезії для Світлани Іщенко став український поет Дмитро Кремінь. У 1990-ті він очолював літературну студію «Борвій», де об'єднав і навчав молодих миколаївських поетів. Серед них була й Світлана Іщенко. Зв'язок з учителем поетеса підтримувала до його останніх днів.
На поезії Світлани Іщенко написано багато пісень українськими композиторами і виконавцями, серед яких Віктор Урес, Віктор П'ятигорський, Олександр Нежигай, Олена Нікішенко, Олександр Гончаренко, Ганна Олійникова.
У 2001 емігрувала до Канади, де живе у Північному Ванкувері провінції Британська Колумбія.
Підтримує зв'язки з Україною. У додаток до української, пише англійською, перекладає. Є співавторкою перекладів англійською поезій лауреата Національної літературної премії ім. Тараса Шевченка Дмитра Кременя.
Полем діяльності у Канаді є створення і викладання творчих програм для дітей, підлітків і дорослих з балету, джазу, чечітки, хіп-хопу, характерного танцю, музичного театру і візуального мистецтва у спортивно-мистецьких центрах Північного Ванкувера. Її поетичні виступи звучали у Ванкуверській Публічній Бібліотеці (VPL) в «World Poetry Reading Series», а також в інтерв'ю на радіо «Голос Америки» у програмі «Музична веселка» Олександра Кагановського (США) і «Vancouver's Co-op Radio» Аріадни Сойєр (Канада).

## Публікації
Вперше опублікувала свої твори в миколаївській обласній газеті «Радянське Прибужжя» 14 грудня 1991 року.
У літературний доробок Світлани Іщенко входять широкоформатні публікації в українській пресі: журналах «Дзвін» (Львів), «Київ» (Київ), «Горожанин» (Миколаїв), «Дивослово» (Київ), «Art-Line» (Київ), «Вітчизна» (Київ), літературних часописах «Кур'єр Кривбасу» (Кривий Ріг), «Вежа» (Кіровоград), альманахах «Борвій» (Миколаїв), «Бузький Гард» (Миколаїв), «Освітянські вітрила» (Миколаїв), поетичних антологіях «Початки» (Київ, «Смолоскип», 1998) та «Миколаївський оберіг» (Миколаїв, «Можливості Кіммерії», 2004)
Має і публікації в канадській пресі: у літературних журналах «The Antigonish Review» (Antigonish, Nova Scotia), «Lichen» (Whitby, Ontario), «Event» (Vancouver, British Columbia), поетичних антологіях «From this new world» (Vancouver, Canada, 2003) та «Che Wach Choe — Let the Delirium Begin» (Lantzville, Canada, 2003).).
Публікації перекладів англійською мовою поезій Дмитра Кременя вийшли друком у літературних журналах «The London Magazine» (London, England, 2007), «Prism International» (Vancouver, Canada, 2007), «Hayden's Ferry Review» (Arizona, USA, 2009), а також у книзі-трилінгва «Два Береги» (Миколаїв, Видавництво Ірини Гудим, 2007) і книзі перекладів «Poems From The Scythian Wild Field»: poetry of Dmytro Kremin translated by Svetlana Ischenko and Russell Thornton (Ekstasis Editions, Victoria, B.C., Canada, 2016).
      "...Де країна під вербою,

Де широкий степ,

Там твоя вітчизна, хлою,

Сонце й неба креп.

Де історія пекельна,

Де калина й глід –

Там твоя вода джерельна,

Український світ."
  (Світлана Іщенко, вірш "Джерело")

## Збірки поезій
- Хорали неба і землі («Український письменник» — «Вир», Київ, Україна, 1995), що включає також драматичну поему «Журавлиний крик» за мотивами роману Романа Іваничука[25]
- Сі-дієз («Можливості Кіммерії», Миколаїв, Україна, 1998)[26]
- Переспіви Соломона (Vancouver, Canada, 2001)[27]
- In the Mornings I Find a Crane's Feathers in My Damp Braids (Leaf Press, Lantzville, Canada, 2005)[28]
- Танок Дани дощовий (Marigold Publications, Vancouver, Canada, 2006)[29]
- Дерева злетіли парами («Видавництво Віктора Швеця», Миколаїв, Україна, 2019)[30]
- Nucleus: A Poet's Lyrical Journey From Ukraine to Canada [«Ядро: лірична подорож поета з України до Канади»] (Ronsdale Press, Vancouver, Canada, 2024)[31]

## Переклади
Англійською з української:
- Dmytro Kremin The Horse Constellation (magazine The Malahat Review, issue 188, Victoria, B.C., Canada, 2014)[32], The lost Manuscript (magazine The London Magazine, issue June-July 2007, London, England)[33], Don Quixote From the Estuary (magazine Prism International, issue 45:4, Summer 2007, Vancouver, Canada)[34], The Tower of Pisa, The Tendra Mustungs' Odyssey, Wild Honey, A Church in the Middle of the Universe, Christmas in Bohopil, The Hunt For the Wild Boar (magazine Hayden's Ferry Review, issue 44, spring-summer 2009, Virginia, Arizona, USA).[35]
- Poems From The Scythian Wild Field (Ekstasis Editions, Victoria, B.C., Canada, 2016) — a selection of the poetry of Dmytro Kremin translated into English by Svetlana Ischenko and Russell Thornton[15]
- Poems in Response to Peril — Anthology in Support of Ukraine в цю антологію увійшли два вірші Дмитра Кременя The Ashes of an Eyewitness і The Lost Manuscript в англійському перекладі Світлани Іщенко і Рассела Торнтона (Pendas Productions/Laughing Raven Press, London, Ontario, Canada, 2022)[36]
- Dmytro Kremin The Lost Manuscript (magazine The Walrus, issue June 2022, Toronto, Canada)[37]

Українською з російської:
- Сергій Єсєнін Перські мотиви у книзі поезій Сі-дієз (Миколаїв, «Можливості Кіммерії», 1998)[38]
- Олександр Пушкін Фонтану Бахчисарайського палацу у книзі Дерева злетіли парами (Миколаїв, «Видавництво Віктора Швеця», 2019)[30]
- Лариса Матвєєва (вибрані поезії) у книзі Дерева злетіли парами (Миколаїв, «Видавництво Віктора Швеця», 2019)[30]

Українською з англійської:
- Ленард Коуен, Маргарет Атвуд, Алден Ноулен, Рассел Торнтон, Тім Боулінг, Гвендолин Мак'юен, Ірвінг Лейтон у добірці поезій Варіації зі словом «Любов»: Антологія канадських поетів (журнал Київ, номери 7-8, 2017, Україна)[39]
- Рассел Торнтон у добірці поезій Рассел Торнтон: Поезії (журнал Соборність, Ізраїль, 2015)[40]
- Елізабет Бачинська у добірці поезій Елізабет Бачинська (Канада) — Вибрані поезії у перекладі Світлани Іщенко/Elizabeth Bachinsky (Canada) — Selected Poems translated by Svetlana Ischenko (журнал Соборність, номери 1-2, 2014, Ізраїль)[41]
- Ірвінг Лейтон, Рассел Торнтон, Тім Боулінг у добірці поезій Канадська поезія у перекладах Світлани Іщенко (журнал «Соборна вулиця», Миколаїв, грудень 2017)[42]

## Літературні премії
- в Україні: «Нові імена України» та «Золота арфа»
- в Канаді: поетичного конкурсу «Burnaby Writers’ Society Poetry Contest»
- в Ізраїлі: «Міжнародна літературна премія імені Івана Кошелівця» від часопису «Соборність» (Ізраїль).[6]
- в Україні: Краща миколаївська книга — 2019 в номінації Поезія: Світлана Іщенко «Дерева злетіли парами»
- в Україні: «Міжнародна літературно-мистецька премія імені Пантелеймона Куліша» за книгу поезій Nucleus: A Poet's Lyrical Journey From Ukraine To Canada («Ядро: лірична подорож поета з України до Канади»)

## Візуальне мистецтво на дисплеї
- Центральна бібліотека ім. Марка Кропивницького, Миколаїв, Україна, 2000 і 2017
- Aрт портал Жінка-Українка
- Збір коштів / Виставка «My Connections: Ukraine — Canada», The Polygon Gallery, Північний Ванкувер, Канада, 22 серпня 2023
- Lions Gate Community Centre, Північний Ванкувер, Канада, серпень 2023 — лютий 2024